# Sphenocratus septentrionalis
Sphenocratus septentrionalis är en insektsart som först beskrevs av Oshanin 1913.  Sphenocratus septentrionalis ingår i släktet Sphenocratus och familjen Dictyopharidae. Inga underarter finns listade i Catalogue of Life.